# Marie-Françoise Sidibé
Marie-Françoise Sidibé (* 22. September 1962 in Marseille), gelegentlich auch Sidibe geschrieben, ist eine ehemalige französische Fußballspielerin. Die Tochter malischer Einwanderer war die erste Frau mit afrikanischen Vorfahren, die international für Frankreich spielte.

## Vereinskarriere
Marie-Françoise Sidibé spielte schon als Jugendliche an ihrem Geburtsort für Olympique Marseille Fußball. Ab wann genau sie für die erste Frauenmannschaft von OM auftrat, geht aus den verwendeten Quellen nicht hervor; es war in der Frühzeit des modernen Frauenfußballs allerdings nicht unüblich, dass begabte Mädchen im Erwachsenenbereich zum Einsatz kamen. Außerdem war die Verteidigerin schon als 16-Jährige zum ersten Mal in das A-Nationalteam berufen worden (siehe unten). In der Saison 1978/79 – seinerzeit wurde die französische Meisterschaft noch in einer Endrunde mit einer Mischung aus Gruppen- und K.-o.-Spielen ausgetragen – erreichte Marseille ebenso das Halbfinale wie im Jahr darauf. Nach anschließendem zweimaligem Vorrunden-Aus schloss Sidibé sich mitten in der Spielzeit 1982/83 der US Cannes-Bocca an, bei der sie auf die einzige andere südfranzösische Nationalspielerin, Marlène Farrugia, traf. Aber auch mit Cannes scheiterte sie im Meisterschafts-Halbfinale und verließ nach nur sechs Monaten zum ersten und einzigen Mal ihre heimatliche Mittelmeerregion. Allerdings gelang es ihr auch bei der AS Moulins, für die sie bis 1986 spielte, nicht, zumindest einmal das Endspiel um den Titel zu erreichen: Moulins schied in allen drei Jahren schon in den Gruppenspielen der Vorrunde aus dem Wettbewerb aus.
Es folgten sechs Jahre bei Omnium Sports Monaco. Nach einer vielversprechend beginnenden Auftaktsaison (1986/87) hatten die Monegassinnen aber in ihrer Halbfinalgruppe gegenüber der ASJ Soyaux das Nachsehen, und danach erreichten sie sogar bestenfalls noch die Runde der besten acht Teams. Entsprechend konnte sich die OSM 1992 auch nicht für die neu geschaffene erste Liga (Championnat National 1 A) qualifizieren. Marie-Françoise Sidibé wechselte daraufhin zum Cercle Sportif Commerçants Vieux Nice, einem kleinen Verein aus dem benachbarten Nizza, und kehrte 1994 zu Celtic Beaumont nach Marseille zurück. Mit Celtic stieg sie 1996 in die höchste Spielklasse auf, in der die Frauen zwei Jahre vertreten waren und in die sie im Jahr 2000 noch einmal – wenn auch nur für eine Saison – zurückkehrten. Die inzwischen fast 39-jährige Defensivspielerin verließ daraufhin 2001 endgültig die große Bühne des französischen Frauenfußballs, hängte ihre Sportschuhe aber noch nicht an den sprichwörtlichen Nagel, sondern spielte weitere fünf Jahre für zwei unterklassige Klubs (US Endoume Marseille und Rousset Sport).
Einen Titel hat Sidibé in ihrer annähernd 30 Jahre dauernden Karriere nicht gewinnen können, auch nicht im erst 2001 eingeführten Landespokalwettbewerb.

### Stationen
- Olympique Marseille (mindestens 1978–Ende 1982)
- US Cannes-Bocca (Januar–Juni 1983)
- AS Moulins (1983–1986)
- OS Monaco (1986–1992)
- CSC Vieux Nice (1992–1994)
- Celtic Beaumont Marseille (1994–2001)
- US Endoume Marseille (2001/02)
- Rousset Sport (2002–2006)

## In der Nationalelf
Zwischen ihrem Debüt im Februar 1979 (6:0 gegen Wales) und ihrem letzten Einsatz im April 1987 hat Marie-Françoise Sidibé 19 A-Länderspiele (ein Treffer) für Frankreich bestritten. Zwischenzeitlich hatte sie gut zweieinhalb Jahre lang (von März 1980 bis Oktober 1982) gar keine Berücksichtigung gefunden, versäumte dabei in einer Zeit, in der jährlich nur sehr wenige internationale Begegnungen ausgetragen wurden, aber lediglich neun Spiele. Dann holte Nationalcoach Francis Coché, der die groß gewachsene (1,82 m), schlanke Abwehrakteurin – ein Spielertyp wie drei Jahrzehnte später Wendie Renard – als „beeindruckend athletisch“ charakterisierte, sie zurück. Ihr einziges Tor im blauen Dress gelang ihr im März 1986 bei einem EM-Qualifikationsspiel gegen Belgien, als sie Frankreich in der achten Spielminute mit 2:1 in Führung schoss. Die Begegnung gewannen die Französinnen mit 3:1; dies blieb aber ihr einziger Punktgewinn in ihrer Gruppe.
Sidibé gehörte zum Kreis französischer Spielerinnen, die bei der ersten Europameisterschaft – diese wurde noch ohne Endrunde in einem Gastgeberland ausgetragen – zur Verwendung kamen; darin bestritt sie alle sechs Partien Frankreichs über volle 80 Minuten (die damals international noch übliche Spieldauer war für Frauen zehn Minuten kürzer als für Männer). Frankreich verpasste als Gruppenzweiter hinter Italien allerdings den Einzug ins EM-Halbfinale. Cochés ab Mai 1987 amtierender Nachfolger Aimé Mignot berücksichtigte sie nicht mehr.
Insgesamt ist Marie-Françoise Sidibé viermal auf die Schweizer Frauen getroffen, zuletzt bei ihrem Abschiedsspiel; dabei war die französische Bilanz mit zwei Siegen und zwei Unentschieden positiv. Zu Begegnungen mit anderen Nationalteams aus dem deutschsprachigen Raum ist es für sie hingegen nie gekommen.

## Palmarès
- 19 A-Länderspiele, ein Tor für Frankreich